# Опсада Београда (1440)
За остале опсаде Београда, погледај чланак опсаде Београда.
Опсада Београда 1440. је први велики напад Турака Османлија на београдско утврђење. Опсада је трајала од краја априла 1440. до јесени исте године. Завршена је повлачењем турске војске. Турску војску предводио је султан Мурат II.

## Позадина

### Прилике у Угарској
Након смрти краља Алберта, који је умро 27. септембра 1439, у Угарској се распламсао прави грађански рат. Краљица Јелисавета, његова жена, је била трудна. У таквој ситуацији угарски великаши су тражили супруга за њу. За ово место је било много претендената, међу њима и српски деспот Ђурађ Бранковић који је потом, пошто је био веома стар, лобирао за свог сина Лазара. Ипак, краљица се определила за пољског краља Владислава III Јaгeлонца. Краљица је родила сина и била је спремна на борбу како би му обезбедила престо. Обе стране су имале своје присталице. Владислав се 1440. крунисао за мађарског краља 1440. али овим сукоби нису били завршени. Кардинал Јулијан Чезарини покушавао је да измири завађене стране, у складу са политиком католичке цркве која је хтела да се Турцима супротставе сједињене хришћанске снаге, али његови напори нису уродили плодом. Угарска утврђења на југу, међу њима и Београд, била су остављена сама себи.

### Турска војска
Турци су током 1439. године освојили Српску деспотовину и њихова територија простирала се до самог Београда. За напад на Београд извршене су обимне војне припреме. Прикупљена је војска из европских и азијских провинција царства. Ова војска највероватније није имала више од 20.000 људи. Поред уобичајног наоружања била је снабдевена различитим опсадним справама, највероватније и топовима. Због тешког транспорта лошим путевима многе справе су израђиване под самим градом. У нападу на Београд учествовали су и бродови распоређени на Сави и Дунаву. Требало је да они потпуно одсеку град али је ова тактика, у условима у каквима се налазио Београд, могла да има само психолошки ефекат пошто никаква помоћ није могла да дође.

## Опсада
Турска војска стигла је пред Београд највероватније крајем априла 1440. године. Прво су стигле чете акинџија које је предводио Али-бег, Евреносов син.
Београдско утврђење је било у сличном стању као и у доба српског деспота Стефана Лазаревића. Београд је спадао у утврђеније градове оног доба. Браниоци су били снабдевени топовима и пушкама. Њихов број није познат. Брокијер је 1433. проценио да у град може да стане 6000-7000 коњаника али је стварни број бранилаца био далеко мањи. У одбрани града учествовали су и његови становници: Угари, Срби, Дубровчани и други.
У другој половини маја Београд је увелико био под опсадом. Дана 20. маја северински бан је тражио помоћ. Пољски краљ Владислав је 17. јуна отпочео прикупљање новца неопходног за борбу против Турака, али је то било прекасно.
Турци су жестоко бомбардовали град. На овај начин хтели су да ослабе бедеме како би омогућили продор јаничара у град. Султан је покушавао и подмићивањем да натера град на предају, али је овај план пропао. Турска војска је покушала да копањем подземног тунела продре у град. И овај план је пропао јер су браниоци копали тунел Турцима у сусрет па су, када су се довољно приближили, разнели турске копаче.
Крајем јула угарски краљ је послао преговараче султану тражећи прекид непријатељстава. Султан је ове посланике послао у Смедерево да чекају одговор, а у међувремену је припремао општи напад на Београд. Док су топови бомбардовали град пешадија је изводила силовите јурише. Јарак, који се налазио око града, покушавали су да затрпају различитим материјалом. Јаничари су успели да продру у град, али су услед снажног отпора морали да се повуку. Како би онемогућили даље турско продирање браниоци су бацали бакље на турске војнике. Букнуо је пожар и у паници Турци су се повукли.
Напад са река је такође био неуспешан. Многи турски бродови су уништени, а неки су заробљени.
После вишемесечне опсаде Мурат II је у касну јесен морао да повуче своје снаге. Београдско утврђење је било знатно оштећено, али су браниоци ипак успели да сачувају град.